# Whiteface Mountain
Whiteface Mountain je hora v pohoří Adirondack ve Spojených státech amerických. S nadmořskou výškou 1483 metrů je pátou nejvyšší horou státu New York. Nachází se na území města Wilmington. Algonkinské kmeny horu nazývaly Wa-ho-par-te-nie („Je bílá“) podle horniny anortozitu. Prvovýstup provedl v roce 1836 Ebenezer Emmons. 
Vznikl zde lyžařský areál s 87 sjezdovkami, kde se při Zimních olympijských hrách 1980 konaly sjezdařské soutěže. K vrcholu vede silnice Whiteface Mountain Veterans Memorial Highway, postavená v době New Dealu. Ze žuly vytěžené při stavbě byla vybudována napodobenina středověkého hradu. Vrchol Whiteface Mountain nabízí kruhový rozhled do kraje, za příznivého počasí je vidět Montréal.
Na hoře vládne subpolární podnebí, ročně zde napadne 480 cm sněhu a byla naměřena rekordně nízká teplota –81 stupňů Celsia. Na vrcholu se nachází meteorologická stanice.